# Furor Teutonicus
Furor Teutonicus (укр. Тевтонська лють) — латинський крилатий вираз. Фраза може вживатися для опису войовничого духу або крайнього ступеня обурення і гніву.

## Історія
Її виникнення пов'язане з вторгненням німецьких племен кімврів і тевтонів на північ Апеннінського півострова близько 104 р. до н. е. Спершу римляни зазнали від них кілька важких поразок, і лише в 102 р. до н. е. консулові Гаю Марію вдалося розбити військо тевтонів, а рік потому і військо кімврів. Войовничий дух племен, що вторглися, став прозивним, про що і свідчить поява крилатого вислову «furor teutonicus».

## Приклади цитування
Про furor teutonicus в поемі Лукана «Фарсалія» згадують жителі римського міста Аріміна, побачивши біля своїх стін військо Цезаря після переходу Рубікону, й нарікаючи на те, що їхнє місто завжди першим бачить армії, що йдуть війною на Рим.
| Бачили першими тут ми набіги сенонів і кімврів Марса лівійського гнів і шалений натиск тевтонів (лат. furor teutonicus) Скільки б разів доля Рим не карала, Тут — дорога всіх війн! |